# Hormel
Hormel Foods Corporation est une entreprise agro-alimentaire américaine basée à Austin dans le sud-est du Minnesota (Comté de Mower). Elle est connue pour ses produits de masse et surtout la marque de viande précuite SPAM commercialisée depuis 1926. Elle commercialise des produits sous différentes marques dont Chi-Chi's, Dinty Moore, Jennie-O, Lloyd's, SKIPPY, SPAM, Stagg et Hormel. La société est cotée au New York Stock Exchange et est classée dans le Fortune 500.

## Histoire
L'entreprise a été fondée par George A. Hormel en 1891 sous le nom « George A. Hormel & Company » à Austin, Minnesota. Ce n'est qu'en 1993 qu'elle prend le nom de « Hormel Foods Corporation ».
En juin 2014, Hormel acquiert CytoSport Holdings, spécialisé dans les aliments pour le sport, pour environ 450 millions de dollars.
En mai 2015, Hormel acquiert le producteur de viande biologique Applegate pour 775 millions d'euros.

## Activités
- Produits réfrigérés et surgelés à base de viande de bœuf et de porc.
- Produits d'épicerie.
- Produits de dinde.

## Actionnaires
Liste des principaux actionnaires au 9 mars 2022 :
| Actionnaire                                             | %      |
| ------------------------------------------------------- | ------ |
| Fondation Hormel                                        | 47,3 % |
| The Vanguard Group                                      | 5,86 % |
| SSgA Funds Management                                   | 5,37 % |
| Capital Research & Management (International Investors) | 2,54 % |
| BlackRock Fund Advisors                                 | 1,30 % |
| WEDGE Capital Management                                | 1,20 % |
| Principal Global Investors                              | 1,03 % |
| Geode Capital Management                                | 1,01 % |
| Mairs & Power                                           | 0,90 % |
| Capital Research & Management (Global Investors)        | 0,83 % |